# Antonio González Linares
Antonio González Linares (1875-1945), también conocido como Antonio G. de Linares, fue el primer director de la revista cultural Estampa en 1928 y, poco después, de su revista hermana Crónica (1929-1938).
Al firmar sus artículos Antonio G. de Linares, es muy frecuente encontrar referencias a Antonio García de Linares.
También colaboró en publicaciones como La Esfera.